# 雪山北峰
雪山北峰（西側的大安溪流域北勢群泰雅語：（澤敖利群）；東側的溪頭群匹亞南泰雅語：、；:115,196北側的竹東霞喀羅群泰雅語：:114頁註釋），為台灣雪山山脈主脊聖稜線上的知名山峰，海拔高度3,703公尺，設有三等三角點6305號，台灣百岳排名第11，位在雪山北側，行政區劃屬於臺中市和平區平等里、苗栗縣泰安鄉梅園村之間，雪霸國家公園園區內。日治初期記錄竹東霞喀羅群泰雅族稱為凱蘭特崑山（バボー·カランタックン），日治時及戰後初期或以溪頭群匹亞南泰雅傳統山名稱塔拉庫霞山（タラクッシヤ山），:55:2171923年雪山被命名為次高山後，1931年聖稜線縱走成功後不久，各峰的日式山名尚未固定，有記錄曾稱此峰為次高山北角，隨後固定稱為次高北山；「次高山北角」後固定為現今北稜角的稱呼（戰後改為「雪山北角」）；而日治及戰後初期的山名「次高山北峰」及「雪山北峰」原是指現今的北稜角。雪山北峰南方連接凱蘭特崑山、北稜角、雪山，北邊連接穆特勒布山、素密達山、布秀蘭山；布秀蘭山往東為雪山山脈主脊，連接品田山及其他武陵四秀等山峰，往北支稜連接巴紗拉雲山、大霸尖山。特色為岩層峭立，奇峻高聳，由雪山北峰自雪山主峰，整段稜線海拔高度皆在3,500公尺以上，孑遺冰河侵蝕所形成的懸冰斗地形，斷崖遍佈，是聖稜線中的精華路段，為最高隆起準平原面的遺留。

## 外部連結
- 大霸/聖稜線段 （页面存档备份，存于） - 國家步道系統
- 中華民國協會 - 最初為「台灣山岳會」
- 雪霸聖稜線
- 聖稜線 （页面存档备份，存于） - 聖稜線步道稜脈圖 （页面存档备份，存于）
- 聖稜線 - 連峰照片
- 雪山山脈的聖稜、南稜與西南稜線 - 連峰照片
- 山情點滴─山與人的故事 （页面存档备份，存于）